# Mario Gazolli
Mario Eugenio Gazolli (Londrina, 26 ottobre 1986) è un giocatore di calcio a 5 paraguaiano.

## Carriera

### Club
Portiere paraguaiano nato in Brasile, esordisce in Serie A con la maglia del Napoli nel corso della stagione 2006-07. Con gli azzurri gioca per altre due stagioni e mezzo nella massima serie giocando insieme a calciatori di nomi come il portieri della nazionale brasiliana Franklin, finché nel novembre 2009 è ceduto al Real Rieti in Serie B. Con i sabini vince per due stagioni consecutive i play-off promozione, ritornando nella stagione 2011-12 a disputare la Serie A. Inizialmente ceduto al Latina, nell'estate 2012 viene invece acquistato dagli inglesi dell'Helvecia con cui firma un contratto biennale. Alla scadenza di questo si trasferisce al Napoli, facendovi ritorno a cinque anni di distanza; la permanenza nella città partenopea è tuttavia fugace perché già in ottobre il giocatore rescinde il contatto per fare ritorno a Londra.

### Nazionale
Nel 2008 ha fatto parte della Nazionale paraguaiana come titolare, che ha preso parte al Mondiale in Brasile. Nel 2009 ha fatto parte della Nazionale paraguaiana come titolare, che ha preso parte al Granprix in Goiania - Brasile.